# Ruderrad

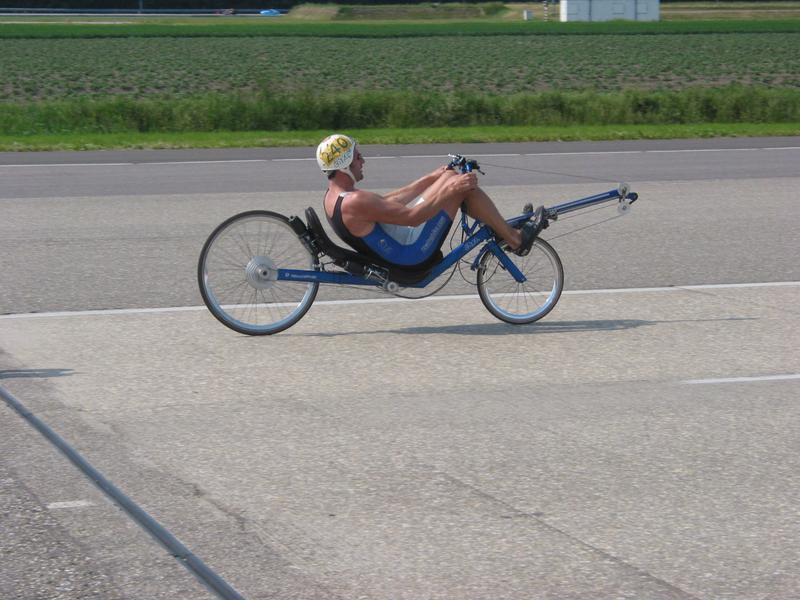
Ruderrad von Thys

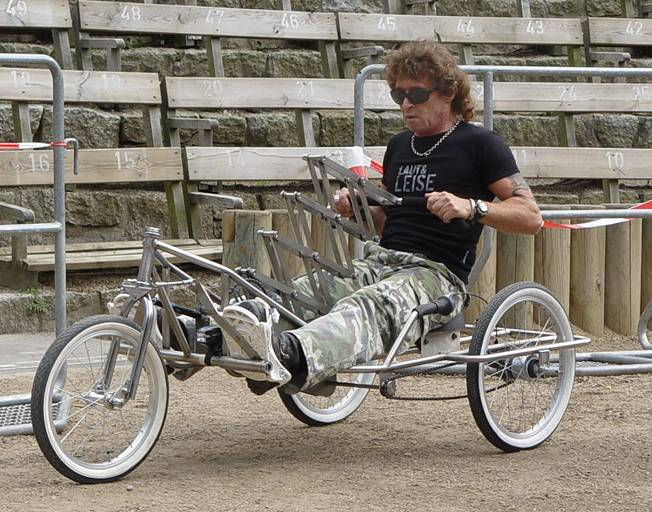
Ruderrad von Row-K

Ein Ruderrad ist ein Fahrrad, bei dem zur Fortbewegung  ein dem Rudern ähnlicher Bewegungsablauf absolviert werden muss.
Ruderräder dienen vor allem dem Ganzkörpertraining, selten der Fortbewegung im Alltag. Während der Fortbewegung kommen neben der Beinmuskulatur vorrangig die Rumpf- und die Armmuskulatur zum Einsatz. Bislang hat sich jedoch keine einheitliche Konstruktionsweise unter den Herstellern von Ruderrädern durchgesetzt.
Das niederländische Unternehmen Thys bietet in erster Linie ein zweirädriges Ruderrad mit Liegesitz an, das mittels Hebelfunktion angetrieben wird. Der deutsche Mitbewerber Row-K vertreibt hingegen ein dreirädriges Ruderrad, das dank eines Pantographen bewegt werden kann. Der deutsche Hersteller DETT hat seinen Fokus wiederum auf eine Hybridvariante mit gleichzeitig nutzbaren Pedalen gelegt.
2016 entwickelte der Regensburger Maschinenbauingenieur Michael Schmidtler ein dreirädriges Ruderrad auf Basis eines Ruderergometers mit Antriebskette, Rollsitz und Körperlenkung. Es ähnelt dabei ansatzweise dem Landskiff, das bereits 1926 vom Münchner Erfinder Manfred Curry zum Patent angemeldet wurde.

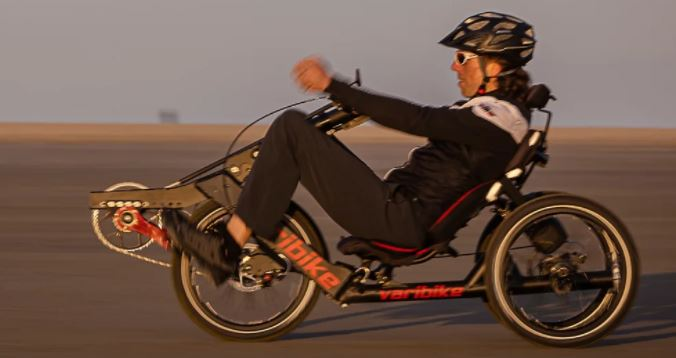
Ruderrad Varibike Extreme

Der deutsche Hersteller Varibike hat 2021 das Liegedreirad Varibike Extreme entwickelt. Es ist sowohl ein Arm-Beinkurbelfahrrad als auch ein Ruderrad. Beim Varibike Extrem kann man mit den Armen wahlweise alternierend kurbeln oder synchron Ganzkörper-Rudern.

## Hersteller
- Rowcycle, Regensburg
- Thys, Middelburg (NL)
- Row-K, Winsen
- DETT, Köln
- Varibike, Laichingen